# MMo – Adda
Die MMo – Adda war eine der ersten Dampflokomotiven der Eisenbahn Mailand–Monza (MMo).
Die Maschine wurde 1841 von Sharp in Manchester gebaut.
Sie hatte Außenrahmen sowie Innenzylinder und war eigentlich für ihre Zeit etwas unterdimensioniert.
Bei der MMo erhielt sie den Namen ADDA.
Als die MMo 1851 verstaatlicht wurde, kam sie mit demselben Namen zur Lombardisch-venetianischen Staatsbahn (LVStB), von der sie 1852 ausgemustert wurde.